# Alesanco
Alesanco est une commune de la communauté autonome de La Rioja, en Espagne.

## Histoire
En 1785, Alesanco faisait partie de la Junta de Valpierre qui réunissait quinze villages, à l'époque dans la province de Burgos.

## Démographie
| 1900  | 1910  | 1920  | 1930  | 1940  | 1950  | 1960  | 1970 | 1981 |
| ----- | ----- | ----- | ----- | ----- | ----- | ----- | ---- | ---- |
| 1 308 | 1 178 | 1 129 | 1 151 | 1 199 | 1 135 | 1 086 | 786  | 571  |

| 1991 | 2001 | 2011 | - | - | - | - | - | - |
| ---- | ---- | ---- | - | - | - | - | - | - |
| 579  | 476  | 562  | - | - | - | - | - | - |

## Administration

### Conseil municipal
La ville de Alesanco comptait 505 habitants aux élections municipales du 26 mai 2019. Son conseil municipal (en espagnol : Pleno del Ayuntamiento) se compose donc de 7 élus.
| Parti | Parti                                    | Voix |         | Élus  |
| ----- | ---------------------------------------- | ---- | ------- | ----- |
|       | Parti populaire (PP)                     | 167  | 55,11 % | 4 / 7 |
|       | Parti socialiste ouvrier espagnol (PSOE) | 136  | 44,88 % | 3 / 7 |

### Liste des maires
| Mandat    | Maire | Maire                                     | Parti |
| --------- | ----- | ----------------------------------------- | ----- |
| 1979-1983 |       | Lorenzo Marín del Río/Alberto Rubio Moneo | UCD   |
| 1983-1987 |       | Alfredo Uruñuela Arambarri                | PSOE  |
| 1987-1991 |       | Alfredo Uruñuela Arambarri                | PSOE  |
| 1991-1995 |       | Alfredo Uruñuela Arambarri                | PSOE  |
| 1991-1995 |       | José Antonio Reinares Martínez            | PSOE  |
| 1995-1999 |       | Justo Vegas Agüero                        | PP    |
| 1999-2003 |       | Justo Vegas Agüero                        | PP    |
| 2003-2007 |       | Justo Vegas Agüero                        | PP    |
| 2007-2011 |       | José Antonio Reinares Martínez            | PSOE  |
| 2011-2015 |       | José Antonio Reinares Martínez            | PSOE  |
| 2015-2019 |       | José Antonio Reinares Martínez            | PSOE  |
| 2019-2023 |       | León Ángel Albelda Prado                  | PP    |